# Andrej Bogatyrjov
Andrej Bogatyrjov (russisk: Андрéй Андрéевич Богатырёв) (født 15. januar 1985 i Moskva i Sovjetunionen) er en russisk filminstruktør.

## Filmografi
- Dikaja liga (Дикая лига, 2019)[1][2]
- The Red Ghost (Красный призрак, 2021)